# Буртшайд (Хунсрюк)
Буртшайд (нем. Burtscheid) — коммуна в Германии, в земле Рейнланд-Пфальц.
Входит в состав района Бернкастель-Витлих. Подчиняется управлению Тальфанг ам Эрбескопф. Население составляет 116 человек (на 31 декабря 2010 года). Занимает площадь 2,99 км².